# Ducat de Parma
|  | Aquest article tracta sobre el territori de l'edat moderna i contemporània. Si cerqueu el ducat longobard, vegeu «Ducat longobard de Parma». |

El Ducat de Parma i Piacenza, anomenat simplement Ducat de Parma, (en llatí: Ducatus Parmae et Placentiae; en italià: Ducato di Parma e Piacenza) fou una de les entitats polítiques que existí a la península italiana al llarg de més de tres-cents anys, des de l'any 1545 i fins a l'any 1860. Històricament estigué unit als ducats de Piacenza i Guastalla, rebent el nom de Ducat de Parma i Piacenza.

## Orígens

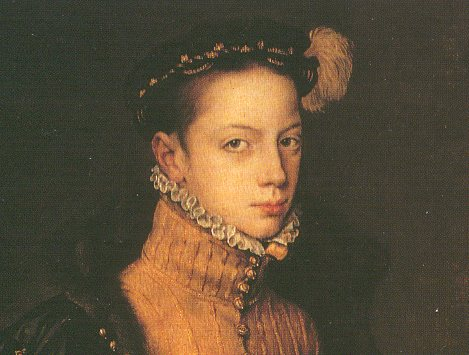
El duc Alexandre I de Parma, que fou conegut com a governador dels Països Baixos amb el nom d'Alexandre de Farnesi

Històrica propietat de la Santa Seu dins del Ducat de Milà, l'any 1545 el papa Pau III, de la família dels Farnesi, decidí crear l'estat independent del Ducat de Parma cedint-ne la sobirania al seu fill primogènit, el duc Pere Lluís I de Parma.
Des de l'any 1545 el Ducat de Parma fou fronterer de la República de Gènova i dels Ducats de Savoia, Mòdena, Massa, Màntua i Milà. Al llarg dels anys, els diferents ducs de Parma foren capaços de mantenir la sobirania d'un territori cobejat per França, Espanya i els Estats Pontificis.

## Domini Farnesi
Des de l'any 1545 i fins a l'any 1731, els ducats parmesans estigueren sota la sobirania de la família Farnesi i posteriorment, a través de la princesa Isabel de Farnesi, passaren al rei Carles III d'Espanya.

## Domini espanyol
Després de quatre anys escassos sota el domini de l'infant Carles d'Espanya, en el marc de la Guerra de Successió de Polònia, el rei Felip V d'Espanya i l'emperador Carles VI del Sacre Imperi Romanogermànic, acordaren l'intercanvi de territoris entre el Ducat de Parma, que passaria al Sacre Imperi Romanogermànic, i el Regne de les Dues Sicílies pel tractat de Viena a Carles IV de les Dues Sicílies. Per aquest tractat, Carles cedí els seus drets eventuals sobre el Gran Ducat de Toscana al príncep Francesc de Lorena, gendre de l'emperador.

## Domini austríac

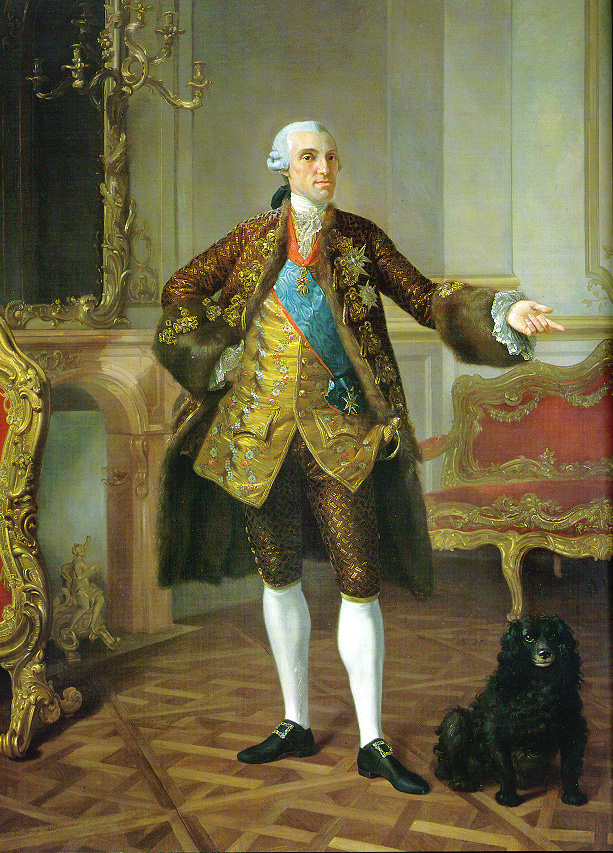
El duc Felip I de Parma

Així, l'any 1735 s'inicià un període de govern austríac sota la direcció, primer, de l'emperador Carles VI del Sacre Imperi Romanogermànic, i, després, de la seva filla l'arxiduquessa Maria Teresa I d'Àustria. Malgrat tot, el govern austríac sobre el Ducat de Parma fou extremadament breu i l'any 1748 recaigué de nou sota la sobirania d'un infant d'Espanya, el príncep Felip d'Espanya, fill del rei Felip V d'Espanya i de la princesa Isabel de Farnesi, alhora germà de l'anterior duc borbònic, l'infant Carles de Parma.
Amb la cessió definitiva del Ducat de Parma, Piacenza i Guastalla a un infant espanyol de la Casa de Borbó, en virtut del Tractat d'Aquisgrà de 1748, s'inaugurà la Dinastia Borbó-Parma que encara avui subsisteix.
Aquesta dinastia dominaria el ducat des de l'any 1748 i fins a l'any 1802 i en una segona etapa des de l'any 1847 fins a l'any 1860.

## Domini napoleònic
Al llarg de les Guerres Napoleòniques el territori fou ocupat per Napoleó Bonaparte el 1796, i el 1801, mitjançant la signatura del Tractat d'Aranjuez, fou annexionat a la Primera República Francesa i dividit en tres districtes, el Ducat de Parma, el Ducat de Piacenza, dirigit per administració militar francesa, i el Ducat de Guastalla, vinculat a la germana de l'emperador Napoleó I de França, la princesa Paulina Bonaparte. El 1802 fou annexionat a la República Cisalpina, per passar posteriorment a formar part de la República napoleònica d'Itàlia el 1805. El 1808 fou annexionat al Primer Imperi Francès i passà a formar part del departament de Taro.
Amb la signatura del Congrés de Viena, la sobirania dels Ducats no es traspassà de nou als Borbó-Parma, col·laboradors del règim napoleònic, sinó a l'arxiduquessa Maria Lluïsa d'Àustria, filla de l'emperador Francesc I d'Àustria i de la princesa Maria Teresa de Borbó-Dues Sicílies, i esposa de l'emperador Napoleó I de França. Maria Lluïsa rebria els ducats de Parma per obra de la nova política europea decidida al Congrés de Viena i exerciria la sobirania fins a la seva mort l'any 1847. A canvi, els Borbó-Parma reberen la sobirania sobre el petit Ducat de Lucca.

## Domini dels Borbó-Parma

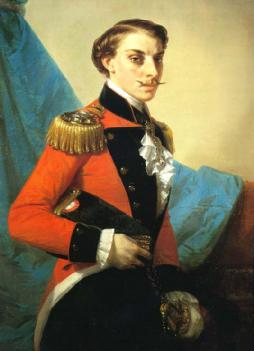
Carles III de Parma, penúltim duc sobirà de Parma.

Acords entre l'arxiduquessa i la família dels Borbó-Parma signats l'any 1817 establien que els ducats de Parma rebertirien a la família Parma a la mort de l'arxiduquessa i que el Ducat de Lucca s'integraria al Gran Ducat de Toscana en el moment de recuperació dels ducats per part dels Borbó-Parma.
Aquest acord que establia la sobirania vitalícia però no hereditària de l'arxiduquessa Maria Lluïsa d'Àustria es modificà l'any 1844 quan un nou acord establí la separació del Ducat de Guastalla dels altres dos ducats, ja que a la mort de l'arxiduquessa aquest ducat passaria als dominis de la família dels Este, governants del Ducat de Mòdena.
El dia 17 de desembre de l'any 1847 l'arxiduquessa Maria Lluïsa d'Àustria moria a Parma a l'edat de 56 anys. Els Borbó-Parma recuperaren després de 45 anys la sobirania sobre els històrics territoris de la Itàlia septentrional.
Malgrat tot, l'any 1860, després d'una ràpida incursió militar i de la celebració d'un referèndum, els antics territoris que des de l'any 1545 formaren els ducats dels Farnesi foren units al Regne de Sardenya-Piemont dels Savoia i posteriorment, al Regne d'Itàlia.
Actualment forma part de la regió italiana de l'Emília-Romanya amb capital a Bolonya.

## Llista de ducs de Parma

### Dinastia dels Farnesi
- SAR el duc Pere Lluís I de Parma (1545 - 1547)
- SAR el duc Octavi I de Parma (1547 - 1586)
- SAR el duc Alexandre I de Parma (1586 - 1592)
- SAR el duc Ranuccio I de Parma (1592 - 1622)
- SAR el duc Odoard I de Parma (1622 - 1646)
- SAR el duc Ranuccio II de Parma (1646 - 1694)
- SAR el duc Francesc I de Parma (1694 - 1727)
- SAR el duc Antoni I de Parma (1727 - 1731)

### Dinastia dels Borbó-Parma

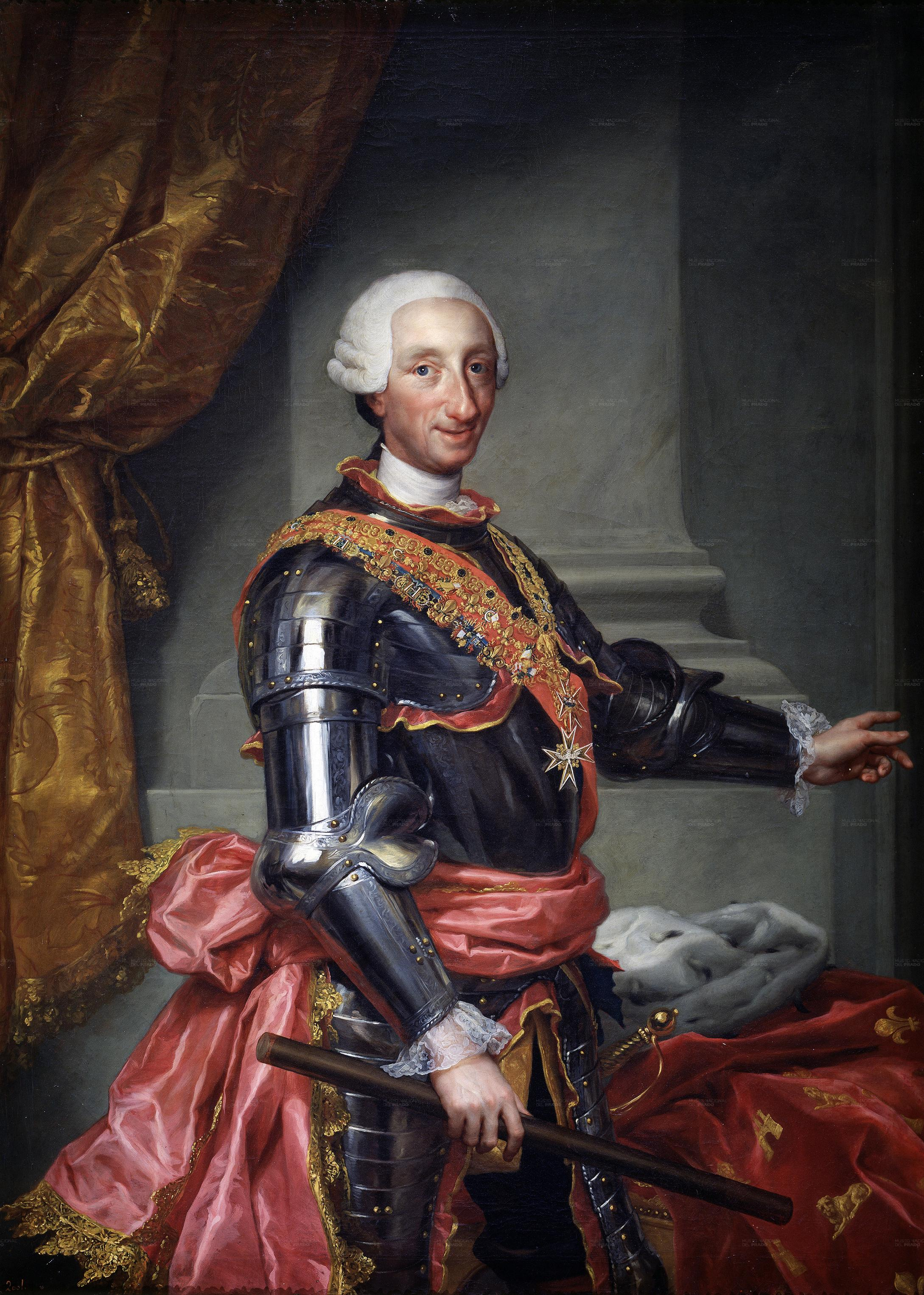
El primer duc Borbó de Parma, el rei Carles III d'Espanya.

- SM el duc Carles I de Parma (1731 - 1735)

### Dinastia dels Habsburg
- SM l'emperador Carles VI, emperador romanogermànic (1735 - 1740)
- SM l'arxiduquessa Maria Teresa I d'Àustria (1740 - 1748)

### Dinastia dels Borbó-Parma
- SM el duc Felip I de Parma (1748 - 1765)
- SM el duc Ferran I de Parma (1765 - 1802)

### Governs napoleònics
- Jean-Jacques de Cambacérès, duc de Parma (1808 - 1814)
- Charles-François Lebrun, duc de Piacenza (1808 - 1814)

### Dinastia dels Habsburg
- SM la duquessa Maria Lluïsa I de Parma (1814 - 1847)

### Dinastia dels Borbó-Parma
- SM el duc Carles II de Parma (1847 - 1848)
- SM el duc Carles III de Parma (1848 - 1854)
- SM el duc Robert I de Parma (1854 - 1907)
- SM el duc Enric de Parma (1907 - 1939)
- SM el duc Josep de Parma (1939 - 1950)
- SM el duc Elies de Parma (1950 - 1959)
- SM el duc Robert de Parma (1959 - 1974)
- SM el duc Xavier de Parma (1974 - 1977)
- SM el duc Carles Hug de Parma (1977 - 2010)
- SM el duc Carles Xavier de Borbó i Parma (des del 2010)[3]